# Sveriges Moderata Kvinnors Riksförbund
Sveriges Moderata Kvinnors Riksförbund eller Sveriges moderata kvinnoförbund (SMKF) bildades 1915 som en oberoende konservativ kvinnoförening. Det var tillsammans med Allmänna valmansförbundet kvinnoklubbar och centrala kvinnoråd en av de två moderata kvinnoföreningar som år 1937 förenades och bildade Moderatkvinnorna. 

## Historik
År 1911 bildade  Ebba von Eckerman, Lizinka Dyrssen, Louise Stenbock och Cecilia Milow Stockholms Moderata Kvinnoförbund, vars mål var att påverka lagstiftningen kring kvinnans rättigheter genom att skaffa sig inflytande över nomineringen av kandidater till politiska poster inom Moderaterna, där kvinnorna vid denna tid saknade inflytande och egen organisation inom partiet och därför inte kunde göra sig gällande inom partiet eller ha inflytande över dess kandidater. Ebba von Eckerman valdes 1912 till dess ordförande. 
Stockholms Moderata Kvinnoförbund omvandlades till Sveriges moderata kvinnors riksförbund, även kallad Sveriges Moderata Kvinnoförbund (SMKF), år 1915. Ebba von Eckermann, som redan var ordförande i den ursprungliga föreningen, fortsatte som ordförande inom föreningen när den blev rikstäckande, och var ordförande fram till år 1922. Hon var fortsatt verksam i förbundet långt in på 1930-talet.  
Som ordförande organiserade hon nationella föreläsningsturnéer och blev en respekterad politisk profil.  Hon engagerade sig särskilt i Reglementerad prostitution, det vill säga avskaffandet av tvångsundersökningen av prostituerade för könssjukdomar, som inte motsvarades av motsvarande undersökning av deras kunder, och bedrev en kampanj mot denna från 1918. Hon efterträddes som ordförande år 1922 av 
Elisabeth Falkenberg. 
Moderata kvinnors rösträttsförening var 1917-1921 en undergrupp till SMKF. 
Under valtider samverkade föreningen med Allmänna Valmansförbundet. Föreningen ställde sig utanför högerpartiets partiapparat. För att motverka risken att föreningen utsattes för influenser från vänsterorienterade organisationer och för att homogenisera högerkrafterna bildades ett centralt kvinnoråd inom Allmänna Valmansförbundet, kallad Allmänna valmansförbundet kvinnoklubbar och centrala kvinnoråd eller bara Kvinnorådet. 
Efter en rad år av ekonomiska svårigheter uppgick Sveriges Moderata Kvinnors Riksförbund 1937 i AVF. Den förenades med sin konkurrent, Allmänna valmansförbundet kvinnoklubbar och centrala kvinnoråd, och bildade därmed Moderatkvinnorna. 

## Ordförande
- Ebba von Eckermann: 1915-1922 (ordförande i föregångaren Stockholms Moderata Kvinnoförbund 1912-1915)
- Elisabeth Falkenberg: 1922-1925
- Eva Fröberg: 1925-1937